# Justin Francis Rigali
Justin Francis Rigali (Los Angeles, 19 aprile 1935) è un cardinale e arcivescovo cattolico statunitense.

## Biografia
È il figlio di Henry Alphonsus Rigali e Frances Irene White.
Di origini italiane, i nonni paterni vivevano a Fornaci di Barga, in provincia di Lucca.
Ordinato sacerdote il 25 aprile 1961 dal cardinale James Francis Louis McIntyre, è stato presidente della Pontificia Accademia Ecclesiastica dall'8 aprile 1985. Nel contempo è stato elevato alla dignità arcivescovile.
Ha ricevuto la consacrazione episcopale per imposizione delle mani di papa Giovanni Paolo II il 14 settembre 1985.
Ha continuato il suo lavoro nella Curia Romana con il nuovo ruolo di segretario della Congregazione per i Vescovi dal 21 dicembre 1989, ruolo a cui ha sommato quello conseguente di segretario del Sacro Collegio dal 2 gennaio successivo.
Papa Wojtyla lo ha poi nominato, il 25 gennaio 1994, arcivescovo di Saint Louis. Ha mantenuto l'ufficio fino alla nomina ad arcivescovo metropolita di Filadelfia, avvenuta il 15 luglio 2003.
Papa Giovanni Paolo II lo ha innalzato alla dignità cardinalizia nel concistoro del 21 ottobre 2003.
Il 19 luglio 2011 papa Benedetto XVI ha accettato la sua rinuncia al governo pastorale dell'arcidiocesi di Filadelfia per raggiunti limiti d'età. Gli è succeduto l'arcivescovo Charles Joseph Chaput.
Il 19 aprile 2015, al compimento dell'ottantesimo anno di età, è uscito dal novero dei cardinali elettori.
Ora vive a Knoxville (Tennessee), nella residenza episcopale, su invito del vescovo Richard Frank Stika, suo vicario generale quando era Arcivescovo di Saint Louis.

## Genealogia episcopale e successione apostolica
La genealogia episcopale è:
- Cardinale Scipione Rebiba
- Cardinale Giulio Antonio Santori
- Cardinale Girolamo Bernerio, O.P.
- Arcivescovo Galeazzo Sanvitale
- Cardinale Ludovico Ludovisi
- Cardinale Luigi Caetani
- Cardinale Ulderico Carpegna
- Cardinale Paluzzo Paluzzi Altieri degli Albertoni
- Papa Benedetto XIII
- Papa Benedetto XIV
- Papa Clemente XIII
- Cardinale Enrico Benedetto Stuart
- Papa Leone XII
- Cardinale Chiarissimo Falconieri Mellini
- Cardinale Camillo Di Pietro
- Cardinale Mieczysław Halka Ledóchowski
- Cardinale Jan Maurycy Paweł Puzyna de Kosielsko
- Arcivescovo Józef Bilczewski
- Arcivescovo Bolesław Twardowski
- Arcivescovo Eugeniusz Baziak
- Papa Giovanni Paolo II
- Cardinale Justin Francis Rigali

La successione apostolica è:
- Vescovo Edward Kenneth Braxton (1995)
- Vescovo John Raymond Gaydos (1997)
- Vescovo Michael John Sheridan (1997)
- Arcivescovo Joseph Fred Naumann (1997)
- Cardinale Timothy Michael Dolan (2001)
- Vescovo Robert Joseph Hermann (2002)
- Vescovo Lawrence Eugene Brandt (2004)
- Vescovo Joseph Robert Cistone (2004)
- Vescovo Joseph Patrick McFadden (2004)
- Vescovo Kevin Carl Rhoades (2004)
- Vescovo Daniel Edward Thomas (2006)
- Vescovo Richard Frank Stika (2009)
- Vescovo John Oliver Barres (2009)
- Vescovo Timothy Christian Senior (2009)
- Vescovo Joseph Charles Bambera (2010)
- Vescovo John Joseph McIntyre (2010)
- Vescovo Michael Joseph Fitzgerald (2010)
- Vescovo Mark Leonard Bartchak (2011)